# Biskupice (Zlín)
Biskupice (in tedesco Biskupitz) è un comune della Repubblica Ceca facente parte del distretto di Zlín, nella regione di Zlín.
Qua è nato l'ex calciatore ed allenatore Milan Máčala.